# Rosans
Rosans é uma comuna francesa na região administrativa da Provença-Alpes-Costa Azul, no departamento de Altos-Alpes. Estende-se por uma área de 30,39 km². Em 2010 a comuna tinha 477 habitantes (densidade: 15,7 hab./km²).